# Chữ Sogdia
Chữ Sogdia hay Bảng chữ cái Sogdia là bộ chữ ban đầu được sử dụng để viết tiếng Sogdia là ngôn ngữ của người Sogdia. Tiếng Sogdia là ngôn ngữ thuộc họ ngôn ngữ Iran, Ngữ tộc Ấn-Iran của Ngữ hệ Ấn-Âu.
Bảng chữ cái Sogdia có nguồn gốc từ chữ Syriac, một dạng chữ hậu duệ của bảng chữ cái Aram. Bảng chữ cái Sogdia là một trong ba chữ viết được sử dụng để viết tiếng Sogdia. Các chữ cái khác là bảng chữ cái Mani và bảng chữ cái Syriac. Nó được sử dụng ở khắp Trung Á, từ rìa Iran ở phía tây, đến Trung Quốc ở phía đông, từ khoảng 100 đến 1200 sau Công nguyên.
| Bảng Unicode Sogdia Official Unicode Consortium code chart: Sogdian Version 13.0 |   |   |   |   |   |   |   |   |   |   |   |   |   |   |   |   |
|                                                                                  | 0 | 1 | 2 | 3 | 4 | 5 | 6 | 7 | 8 | 9 | A | B | C | D | E | F |
| U+10F3x                                                                          | 𐼰 | 𐼱 | 𐼲 | 𐼳 | 𐼴 | 𐼵 | 𐼶 | 𐼷 | 𐼸 | 𐼹 | 𐼺 | 𐼻 | 𐼼 | 𐼽 | 𐼾 | 𐼿 |
| U+10F4x                                                                          | 𐽀 | 𐽁 | 𐽂 | 𐽃 | 𐽄 | 𐽅 | 𐽆  | 𐽇  | 𐽈  | 𐽉  | 𐽊  | 𐽋  | 𐽌  | 𐽍  | 𐽎  | 𐽏  |
| U+10F5x                                                                          | 𐽐  | 𐽑 | 𐽒 | 𐽓 | 𐽔 | 𐽕 | 𐽖 | 𐽗 | 𐽘 | 𐽙 |   |   |   |   |   |   |
| U+10F6x                                                                          |   |   |   |   |   |   |   |   |   |   |   |   |   |   |   |   |

| Bảng Unicode Sogdia cổ Official Unicode Consortium code chart: Old Sogdian Version 13.0 |   |   |   |   |   |   |   |   |   |   |   |   |   |   |   |   |
|                                                                                         | 0 | 1 | 2 | 3 | 4 | 5 | 6 | 7 | 8 | 9 | A | B | C | D | E | F |
| U+10F0x                                                                                 | 𐼀 | 𐼁 | 𐼂 | 𐼃 | 𐼄 | 𐼅 | 𐼆 | 𐼇 | 𐼈 | 𐼉 | 𐼊 | 𐼋 | 𐼌 | 𐼍 | 𐼎 | 𐼏 |
| U+10F1x                                                                                 | 𐼐 | 𐼑 | 𐼒 | 𐼓 | 𐼔 | 𐼕 | 𐼖 | 𐼗 | 𐼘 | 𐼙 | 𐼚 | 𐼛 | 𐼜 | 𐼝 | 𐼞 | 𐼟 |
| U+10F2x                                                                                 | 𐼠 | 𐼡 | 𐼢 | 𐼣 | 𐼤 | 𐼥 | 𐼦 | 𐼧 |   |   |   |   |   |   |   |   |